# Климово (Велижский район)
Климово — деревня в Велижском районе Смоленской области России. Входит в состав Селезнёвского сельского поселения. По состоянию на 2007 год постоянного населения не имеет. 
Расположена в северо-западной части области в 12 км к северо-востоку от Велижа, в 13 км северо-восточнее автодороги Р133 Смоленск — Невель, на берегу реки Западная Двина. В 80 км южнее деревни расположена железнодорожная станция Голынки на линии Смоленск — Витебск. 

## История
В годы Великой Отечественной войны деревня была оккупирована гитлеровскими войсками в июле 1941 года, освобождена в сентябре 1943 года. 

## Достопримечательности
Памятник археологии: курганная группа (26 курганов) в 2 км южнее деревни Климово в урочище «Смоленский брод».